# لزلی تورن
لزلی تورن (انگلیسی: Leslie Thorne؛ زادهٔ ۲۳ ژوئن ۱۹۱۶ در گرینوک، اینورکلاید، درگذشتهٔ ۱۳ ژوئیهٔ ۱۹۹۳ در ترون، ایرشر جنوبی) رانندهٔ مسابقات اتومبیل‌رانی فرمول یک اهل بریتانیا بود که در فصل ۱۹۵۴ در مجموع در یک گراند پری شرکت کرد، اما موفق به کسب هیچ امتیازی نشد.
تورن در ۱۳ ژوئیه ۱۹۹۳ در ترون، ایرشر جنوبی درگذشت.